# 天津医科大学口腔医院
天津医科大学口腔医院，位于天津市和平区气象台路12号，始建于1974年，是一所口腔专科三级甲等医院，隶属于天津医科大学，主管部门是天津市教育委员会。